# 浅倉大介
浅倉 大介（あさくら だいすけ、1967年11月4日 - ）は、日本の音楽プロデューサー、作曲家、編曲家。貴水博之とのユニットaccessのキーボーディスト。東京都台東区出身。東京都立蔵前工業高等学校卒業。ダーウィン所属。通称はDA、大ちゃん。

## 略歴
1985年よりヤマハのシンセサイザー・ミュージックコンピュータの部門でシステム開発等に従事する傍ら、ゲームミュージックを制作。
小室哲哉から「ほぼ打ち込みのサウンドをライブで再現したい」というオファーが来た際にヤマハの意向で当時のMIDI・サンプラー・デジタルシンセサイザーの事情を熟知して、音楽理論にも精通していた浅倉が出向したことから、小室との付き合いが始まる。
TM NETWORKのサポートメンバーとして1987年の「Kiss Japan TM NETWORK Tour '87〜'88」からマニピュレーターとして2人で音色の打ち込み・ライブアレンジを施し、小室の描いたセッティング表を基にライブ用の機材の同期システムの構築を担当して、ヤマハ・EOSシリーズの開発にも小室と共に関わった。
1990年から「TM NETWORK RHYTHM RED TMN TOUR」にてサポートキーボーディストを務め、ステージに立ちながら、ライブでの照明とバックバンドの配置・パフォーマンス等の演出等のエンターテイメントの仕組みを実地で学んでいった。2人で共同で作業する際は理数系・コンピューターの問題・最終的な形の仕上げは浅倉に任せ、小室は話や言葉を思い描き、世界観・歌詞を作っていく役割を分担し、その関係性は出会った時から変わっていない。
1991年11月、アルバム『LANDING TIMEMACHINE』でソロデビュー。1992年7月、貴水博之とのユニットaccessを結成。同年11月にシングル『Virgin Emotion』でデビューし、1995年1月の活動休止までに15枚のシングル、3枚のアルバムをリリース。『DRASTIC MERMAID』『MOONSHINE DANCE』『MISTY HEARTBREAK』など数々のヒット曲を手掛けた。オリコン年間ランキング作曲家別セールスでは1993年にトップ60、1994年にトップ20入りを記録している。
1995年3月、92年以来3年ぶりにソロ活動を再開。同年7月、3rdアルバム『ELECTROMANCER』をリリース。また、1996年には黒田倫弘、伊藤賢一とのユニットIcemanを結成。同年7月にシングル『DARK HALF〜TOUCH YOUR DARKNESS』でデビューし、2000年3月の活動休止までに6枚のシングル、5枚のアルバムをリリースした。1998年から2004年にかけては、伊藤賢一とのユニットMad Soldiersとしても活動。コタニキンヤを共同プロデュースした。
1995年から2004年にかけては、T.M.Revolution、藤井隆、Fayray、木村由姫、pool bit boys、LAZY KNACK、雛形あきこなど多くのアーティストをプロデュース。『WHITE BREATH』『HIGH PRESSURE』『HOT LIMIT』（いずれもT.M.Revolution）など数々のヒット曲を手掛けた。オリコン年間ランキング作曲家別セールスでは1995年にトップ50、1996年にトップ60、1997年、1998年にトップ10、1999年にトップ20、2000年、2002年にトップ30、2004年にトップ40入りを記録している。
2001年1月、96年以来5年ぶりにソロ活動を再開。2002年9月、コンプリートBOX『21st Fortune』をリリース。2004年3月から2005年3月にかけては、アルバム「Quantum Mechanics Rainbow」シリーズを7枚連続リリース。2008年6月から2020年10月までに、配信限定シングル「DA METAVERSE」シリーズを38曲リリース。また、DJとして2003年から2020年にかけてクラブミックスアルバム「Sequence Virus」シリーズを9枚リリースしている。
2002年1月、95年以来7年ぶりにaccessとしての活動を再開。以降、2017年12月現在までに17枚のシングル、5枚のアルバムをリリースしている。2003年から2007年にかけては宇都宮隆、木根尚登、葛城哲哉、阿部薫によるTM NETWORKトリビュートライブに小室哲哉の代役として参加している。
また、2010年2月には土屋公平、吉田建、屋敷豪太とのバンドSugar & The Honey Tonesとしてアルバム『SO SWEET!』をリリース。2018年1月には小室哲哉とのユニットPANDORAとしてシングル『Be The One』を、同年2月にはミニアルバム『Blueprint』をリリースしている。
近年はaccessおよびソロでの活動を中心に、コタニキンヤ.のスーパーバイズ、外部への楽曲提供など精力的な活動を続けている。オリコン年間ランキング作曲家別セールスでは2005年にトップ60入りを記録。2018年9月現在までに作曲を手掛けたシングルは155作。うちオリコン週間ランキングにて1位を獲得したのは4作、5位以内にランクインしたのは38作、10位以内にランクインしたのは52作。シングルの総売上枚数は約1280万枚である。

## 人物
大のディズニー好きとして知られる。18歳のころからディズニーが好きで、20歳のころには週4日東京ディズニーランドに通っていたほどである。近年はディズニー好きとして『ヒルナンデス!』、『マツコの知らない世界』などのテレビ番組に出演し、ミュージシャンならではの観点からディズニーのパークや作品の魅力を紹介している。

## バイオグラフィ

### 1990年代
| 1991年   | |              |
| 11月1日  | ソロ・アルバム『LANDING TIMEMACHINE』リリース                                                          | オリコン27位 |
| 1992年   | |              |
| 9月2日   | ソロ・アルバム『D-Trick』リリース                                                                      | オリコン6位  |
| 11月26日 | access シングル『Virgin Emotion』リリース                                                              | オリコン40位 |
| 1993年   | |              |
| 1月25日  | access シングル『JEWELRY ANGEL』リリース                                                               | オリコン14位 |
| 2月25日  | access アルバム『FAST ACCESS』リリース                                                                 | オリコン2位  |
| 5月26日  | access シングル『NAKED DESIRE』リリース                                                                | オリコン3位  |
| 8月25日  | access シングル『MOONSHINE DANCE』リリース                                                             | オリコン4位  |
| 9月22日  | access アルバム『ACCESS II』リリース                                                                   | オリコン2位  |
| 12月8日  | access シングル『TRY AGAIN』リリース                                                                   | オリコン5位  |
| 1994年   | |              |
| 1月26日  | access シングル『夢を見たいから』リリース                                                              | オリコン3位  |
| 4月27日  | access シングル『MISTY HEARTBREAK』リリース                                                            | オリコン2位  |
| 5月8日   | access シングル『MISTY HEARTBREAK Re-SYNC STYLE』リリース                                              | オリコン12位 |
| 5月25日  | access シングル『SWEET SILENCE』リリース                                                               | オリコン5位  |
| 5月25日  | access アルバム『DELICATE PLANET』リリース                                                             | オリコン1位  |
| 8月19日  | access シングル『DRASTIC MERMAID』リリース                                                             | オリコン3位  |
| 8月25日  | access シングル『DRASTIC MERMAID Re-SYNC STYLE』リリース                                               | オリコン12位 |
| 10月19日 | access シングル『SCANDALOUS BLUE』リリース                                                             | オリコン3位  |
| 11月2日  | access シングル『SCANDALOUS BLUE Re-SYNC STYLE』リリース                                               | オリコン10位 |
| 12月7日  | access シングル『TEAR'S LIBERATION』リリース                                                           | オリコン3位  |
| 12月14日 | access シングル『TEAR'S LIBERATION Re-SYNC STYLE』リリース                                             | オリコン19位 |
| 1995年   | |              |
| 2月1日   | 浅倉大介 Pred. AXS シングル『COSMIC RUNAWAY』リリース                                                  | オリコン5位  |
| 3月15日  | access アルバム『LIVE ZEROS SYNC-ACROSS JAPAN TOUR '93-'94』リリース                                   | オリコン4位  |
| 3月15日  | access アルバム『LIVE ONES SYNC-ACROSS JAPAN TOUR '93-'94』リリース                                    | オリコン5位  |
| 4月26日  | プロデュース・シングル『WILD SIDE』(MODE) リリース                                                     | オリコン30位 |
| 5月10日  | ソロ・シングル『SIREN'S MELODY』リリース                                                               | オリコン8位  |
| 5月25日  | 浅倉大介 expd. 西川貴教 シングル『BLACK OR WHITE?』リリース                                            | オリコン17位 |
| 6月10日  | 浅倉大介 expd. 葛山信吾 シングル『RAINY HEART〜どしゃ降りの想い出の中』リリース                        | オリコン14位 |
| 7月12日  | ソロ・アルバム『ELECTROMANCER』リリース                                                                | オリコン4位  |
| 8月2日   | プロデュース・シングル『笑顔の予感』（雛形あきこ）リリース                                             | オリコン28位 |
| 10月1日  | access アルバム『AXS SINGLE TRACKS』リリース                                                           | オリコン6位  |
| 11月1日  | プロデュース・シングル『CRYSTAL GAME』(LAZY KNACK) リリース                                            | オリコン45位 |
| 1996年   | |              |
| 1月10日  | プロデュース・アルバム『FLASH』(LAZY KNACK) リリース                                                   | オリコン16位 |
| 2月2日   | プロデュース・シングル『揺れる恋 乙女色』（雛形あきこ）リリース                                        | オリコン42位 |
| 2月25日  | プロデュース・シングル『SPARK』(LAZY KNACK) リリース                                                   | オリコン38位 |
| 3月3日   | プロデュース・アルバム『ヒナ・コレ Hina Collection』（雛形あきこ）リリース                             | オリコン42位 |
| 3月25日  | access アルバム『AXS REMIX BEST TRACKS』リリース                                                       | オリコン16位 |
| 4月24日  | プロデュース・シングル『SIX COLORS BOY』（雛形あきこ）リリース                                         | オリコン48位 |
| 4月25日  | プロデュース・シングル『とまどわず ふり向かず』(LAZY KNACK) リリース                                   | オリコン29位 |
| 5月13日  | プロデュース・シングル『独裁 -monopolize-』(T.M.Revolution) リリース                                   | オリコン28位 |
| 7月15日  | プロデュース・シングル『臍淑女 -ヴィーナス-』(T.M.Revolution) リリース                                 | オリコン35位 |
| 7月29日  | Iceman シングル『DARK HALF〜TOUCH YOUR DARKNESS』リリース                                              | オリコン5位  |
| 8月12日  | プロデュース・アルバム『MAKES REVOLUTION』(T.M.Revolution) リリース                                    | オリコン20位 |
| 11月11日 | プロデュース・シングル『HEART OF SWORD 〜夜明け前〜』(T.M.Revolution) リリース                         | オリコン16位 |
| 11月18日 | Iceman シングル『BREATHLESS NIGHT SLIDER』リリース                                                     | オリコン23位 |
| 1997年   | |              |
| 2月21日  | プロデュース・アルバム『restoration LEVEL→3』(T.M.Revolution) リリース                                 | オリコン5位  |
| 3月1日   | Iceman シングル『Edge of the season』リリース                                                          | オリコン34位 |
| 3月26日  | Iceman アルバム『POWER SCALE』リリース                                                                 | オリコン16位 |
| 4月21日  | プロデュース・シングル『LEVEL 4』(T.M.Revolution) リリース                                             | オリコン18位 |
| 7月1日   | プロデュース・シングル『HIGH PRESSURE』(T.M.Revolution) リリース                                       | オリコン4位  |
| 8月21日  | Iceman シングル『FINAL PRAYER』リリース                                                                | オリコン22位 |
| 10月22日 | プロデュース・シングル『WHITE BREATH』(T.M.Revolution) リリース                                        | オリコン1位  |
| 11月21日 | Iceman シングル『8番目の罪』リリース                                                                   | オリコン26位 |
| 12月3日  | プロデュース・シングル『SPIRAL』(pool bit boys) リリース                                               | オリコン20位 |
| 1998年   | |              |
| 1月21日  | プロデュース・アルバム『triple joker』(T.M.Revolution) リリース                                        | オリコン1位  |
| 1月28日  | プロデュース・シングル『SUNSHINE』(pool bit boys) リリース                                             | オリコン20位 |
| 2月25日  | プロデュース・シングル『蒼い霹靂〜JOG edit〜』(T.M.Revolution) リリース                                | オリコン3位  |
| 3月21日  | Iceman シングル『LOST COMPLEX』リリース                                                                | オリコン25位 |
| 5月13日  | プロデュース・シングル『lunatic treasure』(pool bit boys) リリース                                     | オリコン28位 |
| 5月21日  | Iceman アルバム『Digiryzm Mutation』リリース                                                           | オリコン11位 |
| 6月24日  | プロデュース・シングル『HOT LIMIT』(T.M.Revolution) リリース                                           | オリコン1位  |
| 7月8日   | プロデュース・シングル『Summer Rain』（木村由姫）リリース                                              | オリコン35位 |
| 7月29日  | プロデュース・シングル『太陽のグラヴィティー』(Fayray) リリース                                        | オリコン12位 |
| 10月7日  | プロデュース・シングル『THUNDERBIRD』(T.M.Revolution) リリース                                         | オリコン3位  |
| 10月14日 | プロデュース・シングル『Happy Make 〜weekend mission〜』（木村由姫）リリース                           | オリコン30位 |
| 10月21日 | プロデュース・シングル『Venus Accident』(pool bit boys) リリース                                       | オリコン22位 |
| 10月21日 | プロデュース・シングル『YURA・YURA〜Vibration』(Fayray) リリース                                       | オリコン28位 |
| 10月28日 | プロデュース・シングル『Burnin' X'mas』(T.M.Revolution) リリース                                       | オリコン2位  |
| 12月16日 | プロデュース・アルバム『POOL BIT BOYS』(pool bit boys) リリース                                        | オリコン10位 |
| 1999年   | |              |
| 2月3日   | プロデュース・シングル『WILD RUSH』(T.M.Revolution) リリース                                           | オリコン2位  |
| 2月10日  | プロデュース・シングル『Powder Veil』(Fayray)リリース                                                  | オリコン30位 |
| 2月17日  | プロデュース・シングル『Fall in YOU』（木村由姫）リリース                                              | オリコン29位 |
| 3月10日  | プロデュース・アルバム『THE FORCE』(T.M.Revolution) リリース                                           | オリコン2位  |
| 3月25日  | プロデュース・シングル『EARTH STRIKER』(pool bit boys) リリース                                        | オリコン32位 |
| 5月12日  | プロデュース・シングル『Daydream Café』(Fayray) リリース                                               | オリコン41位 |
| 5月19日  | プロデュース・シングル『PINK Graduation』（木村由姫）リリース                                          | オリコン49位 |
| 5月26日  | プロデュース・アルバム『CRAVING』(Fayray) リリース                                                     | オリコン10位 |
| 6月6日   | Iceman アルバム『GATE II』リリース                                                                     | オリコン18位 |
| 6月23日  | プロデュース・シングル『陽炎-KAGEROH-』(the end of genesis T.M.R. evolution turbo type D) リリース     | オリコン3位  |
| 7月7日   | Iceman アルバム『GATE I』リリース                                                                      | オリコン27位 |
| 7月28日  | プロデュース・シングル『Deep Sky Heart』（木村由姫）リリース                                           | オリコン50位 |
| 8月25日  | プロデュース・アルバム『First Season』（木村由姫）リリース                                             | オリコン11位 |
| 9月22日  | プロデュース・シングル『月虹-GEKKOH-』(the end of genesis T.M.R. evolution turbo type D) リリース      | オリコン2位  |
| 9月22日  | コンポーズ・シングル『AQUA』(SHAZNA) リリース                                                          | オリコン45位 |
| 10月14日 | プロデュース・シングル『Same night, Same face』(Fayray) リリース                                       | オリコン48位 |
| 10月21日 | プロデュース・アルバム『Mad soldiers'LABORATORY』(MC-K2) リリース                                      | オリコン34位 |
| 11月11日 | Iceman アルバム『gate out』リリース                                                                    | オリコン23位 |
| 11月17日 | プロデュース・シングル『雪幻-winter dust-』(the end of genesis T.M.R. evolution turbo type D) リリース | オリコン3位  |
| 11月17日 | プロデュース・シングル『蒼の軌跡』(pool bit boys) リリース                                             | オリコン23位 |
| 12月15日 | プロデュース・シングル『CROSS In The Night』(pool bit boys) リリース                                   | オリコン36位 |
| 12月31日 | Iceman アルバム『GATE//white』リリース                                                                 | オリコン34位 |

### 2000年代
| 2000年   |                                                                                                   |              |
| 1月26日  | プロデュース・シングル『高熱BLOOD』（コタニキンヤ）リリース                                       | オリコン30位 |
| 2月2日   | プロデュース・アルバム『Suite Season』(the end of genesis T.M.R. evolution turbo type D) リリース | オリコン2位  |
| 3月8日   | プロデュース・シングル『ナンダカンダ』（藤井隆）リリース                                          | オリコン9位  |
| 3月8日   | プロデュース・アルバム『WINGBEAT』(pool bit boys) リリース                                        | オリコン36位 |
| 4月19日  | プロデュース・シングル『BLACK OR WHITE? version 3』(T.M.Revolution) リリース                      | オリコン5位  |
| 5月3日   | プロデュース・シングル『情熱BALLAD』（コタニキンヤ）リリース                                      | オリコン15位 |
| 5月24日  | プロデュース・シングル『HEAT CAPACITY』(T.M.Revolution) リリース                                  | オリコン5位  |
| 6月7日   | プロデュース・アルバム『HISTORY P-20』（コタニキンヤ）リリース                                    | オリコン11位 |
| 6月28日  | プロデュース・アルバム『DISCORdanza Try My Remix 〜Single Collections』(T.M.Revolution) リリース  | オリコン4位  |
| 7月19日  | プロデュース・シングル『LOVE & JOY』（木村由姫）リリース                                          | オリコン24位 |
| 7月19日  | プロデュース・シングル『Sweet Sweet Samba』（コタニキンヤ）リリース                               | オリコン26位 |
| 9月6日   | プロデュース・シングル『魔弾 〜Der Freischütz〜』(T.M.Revolution) リリース                        | オリコン8位  |
| 9月6日   | プロデュース・アルバム『sole sorfege』（木村由姫）リリース                                        | オリコン13位 |
| 10月12日 | プロデュース・アルバム『progress』(T.M.Revolution) リリース                                       | オリコン3位  |
| 11月1日  | プロデュース・シングル『アイモカワラズ』（藤井隆）リリース                                        | オリコン21位 |
| 12月6日  | プロデュース・シングル『Easy Action』（コタニキンヤ）リリース                                     | オリコン26位 |
| 12月6日  | プロデュース・シングル『Twinkle Heart』（木村由姫）リリース                                       | オリコン50位 |
| 2001年   |                                                                                                   |              |
| 2月7日   | プロデュース・シングル『BOARDING』(T.M.Revolution) リリース                                       | オリコン5位  |
| 2月15日  | プロデュース・シングル『unbalance』（木村由姫）リリース                                           | オリコン49位 |
| 2月28日  | プロデュース・シングル『No! Virtual』（コタニキンヤ）リリース                                     | オリコン44位 |
| 3月22日  | プロデュース・アルバム『Very Singles』（木村由姫）リリース                                        | オリコン37位 |
| 5月23日  | プロデュース・シングル『Love Stuff』（コタニキンヤ）リリース                                      | オリコン39位 |
| 6月27日  | プロデュース・シングル『i 〜crossin' the star〜』（木村由姫）リリース                             | オリコン50位 |
| 7月4日   | プロデュース・アルバム『WHAT? **PHYSICAL**』（コタニキンヤ）リリース                              | オリコン25位 |
| 7月18日  | プロデュース・シングル『ジョバンニ』（サカノウエヨースケ）リリース                                | オリコン49位 |
| 7月25日  | プロデュース・アルバム『process“Y”』（木村由姫）リリース                                          | オリコン48位 |
| 11月21日 | ソロ・アルバム『DecAde 〜The BEST of Daisuke Asakura〜』リリース                                  | オリコン33位 |
| 2002年   |                                                                                                   |              |
| 1月23日  | access シングル『Only the love survive』リリース                                                  | オリコン3位  |
| 2月20日  | コンポーズ・シングル『Out Of Orbit -Triple ZERO-』(T.M.Revolution) リリース                       | オリコン6位  |
| 2月27日  | access シングル『EDGE』リリース                                                                   | オリコン7位  |
| 3月6日   | プロデュース・シングル『Peace Out イザ、サラバ。』(RUN&GUN) リリース                              | オリコン40位 |
| 3月6日   | コンポーズ・アルバム『B★E★S★T』(T.M.Revolution) リリース                                          | オリコン4位  |
| 3月20日  | access アルバム『CROSSBRIDGE』リリース                                                            | オリコン6位  |
| 10月30日 | コンポーズ・シングル『INVOKE』(T.M.Revolution) リリース                                           | オリコン2位  |
| 2003年   |                                                                                                   |              |
| 2月5日   | access アルバム『Rippin' GHOST』リリース                                                          | オリコン11位 |
| 2月19日  | access シングル『REAL AT NIGHT 〜眠れぬ夜の向こうに〜』リリース                                   | オリコン42位 |
| 3月26日  | コンポーズ・アルバム『coordinate』(T.M.Revolution) リリース                                       | オリコン9位  |
| 4月9日   | access アルバム『Re-sync GHOST』リリース                                                          | オリコン34位 |
| 2004年   |                                                                                                   |              |
| 2月25日  | コンポーズ・シングル『Albireo -アルビレオ-』(T.M.Revolution) リリース                             | オリコン3位  |
| 3月10日  | アレンジ・シングル『レヴェランス』（椎名へきる）リリース                                          | オリコン20位 |
| 3月17日  | コンポーズ・アルバム『SEVENTH HEAVEN』(T.M.Revolution) リリース                                   | オリコン6位  |
| 7月28日  | コンポーズ・シングル『Web of Night』(T.M.Revolution) リリース                                     | オリコン5位  |
| 11月3日  | コンポーズ・シングル『ignited -イグナイテッド-』(T.M.Revolution) リリース                         | オリコン1位  |
| 2005年   |                                                                                                   |              |
| 1月26日  | コンポーズ・アルバム『vertical infinity』(T.M.Revolution) リリース                                | オリコン3位  |
| 8月17日  | コンポーズ・シングル『vestige -ヴェスティージ-』(T.M.Revolution) リリース                         | オリコン1位  |
| 2006年   |                                                                                                   |              |
| 1月1日   | コンポーズ・アルバム『UNDER:COVER』(T.M.Revolution) リリース                                      | オリコン8位  |
| 6月7日   | コンポーズ・アルバム『1000000000000』(T.M.Revolution) リリース                                    | オリコン1位  |
| 11月15日 | コンポーズ・シングル『Starry Heavens』(Kimeru) リリース                                           | オリコン28位 |
| 2007年   |                                                                                                   |              |
| 1月31日  | access アルバム『diamond cycle』リリース                                                          | オリコン13位 |
| 3月14日  | コンポーズ・シングル『CROSS SEASON』（玉置成実）リリース                                          | オリコン23位 |
| 7月4日   | access アルバム『binary engine』リリース                                                          | オリコン15位 |
| 7月18日  | access シングル『瞳ノ翼』リリース                                                                 | オリコン28位 |
| 10月31日 | access シングル『Doubt & Trust 〜ダウト&トラスト〜』リリース                                      | オリコン11位 |
| 10月31日 | コンポーズ・シングル『Junk beat』(Kimeru) リリース                                                | オリコン49位 |
| 11月21日 | access アルバム『access Best Selection』リリース                                                  | オリコン14位 |
| 2008年   |                                                                                                   |              |
| 6月11日  | コンポーズ・シングル『resonance』(T.M.Revolution) リリース                                        | オリコン4位  |
| 8月27日  | access シングル『Dream Runner』リリース                                                           | オリコン24位 |
| 2009年   |                                                                                                   |              |
| 2月4日   | コンポーズ・シングル『Brave your truth』(Daisy×Daisy) リリース                                    | オリコン42位 |
| 3月25日  | コンポーズ・アルバム『T.M.R. SINGLE COLLECTION 96-99 -GENESIS-』(T.M.Revolution) リリース         | オリコン35位 |

### 2010年代
| 2010年   |                                                                                            |              |
| 3月24日  | コンポーズ・アルバム『X42S-REVOLUTION』(T.M.Revolution) リリース                           | オリコン4位  |
| 7月28日  | access シングル『Higher Than Dark Sky』リリース                                            | オリコン10位 |
| 8月11日  | コンポーズ・シングル『Naked arms』(T.M.Revolution) リリース                                | オリコン3位  |
| 12月1日  | コンポーズ・シングル『Save The One, Save The All』(T.M.Revolution) リリース                | オリコン4位  |
| 2011年   |                                                                                            |              |
| 4月20日  | コンポーズ・アルバム『CLOUD NINE』(T.M.Revolution) リリース                                | オリコン2位  |
| 4月27日  | コンポーズ・シングル『始まるのは、サヨナラ』(ON/OFF) リリース                              | オリコン34位 |
| 5月11日  | コンポーズ・シングル『Scarlet Ballet』(May'n) リリース                                     | オリコン11位 |
| 6月22日  | コンポーズ・シングル『FLAGS』(T.M.Revolution) リリース                                     | オリコン4位  |
| 8月3日   | access シングル『Share The Love』リリース                                                  | オリコン14位 |
| 11月16日 | コンポーズ・アルバム『宴 -UTAGE-』(T.M.Revolution) リリース                                | オリコン2位  |
| 2012年   |                                                                                            |              |
| 4月4日   | access シングル『Wild Butterfly』リリース                                                  | オリコン13位 |
| 5月9日   | コンポーズ・シングル『Chase the world』(May'n) リリース                                    | オリコン7位  |
| 7月11日  | access シングル『Bet〜追憶のRoulette〜』リリース                                           | オリコン21位 |
| 8月22日  | access アルバム『Secret Cluster』リリース                                                  | オリコン12位 |
| 9月12日  | コンポーズ・アルバム『T.M.R. LIVE REVOLUTION 11-12 -CLOUD NINE-』(T.M.Revolution) リリース | オリコン7位  |
| 12月5日  | access アルバム『Re-Sync Cluster』リリース                                                 | オリコン44位 |
| 2013年   |                                                                                            |              |
| 1月1日   | アレンジ・シングル『Dance My Generation』（ゴールデンボンバー）リリース                    | オリコン1位  |
| 2月27日  | コンポーズ・アルバム『UNDER:COVER 2』(T.M.Revolution) リリース                             | オリコン4位  |
| 5月8日   | access シングル『永遠dive』リリース                                                        | オリコン12位 |
| 5月15日  | コンポーズ・シングル『Preserved Roses』（T.M.Revolution×水樹奈々）リリース                 | オリコン2位  |
| 7月17日  | access シングル『JOY TRAIN』リリース                                                       | オリコン17位 |
| 10月9日  | コンポーズ・アルバム『GEISHA BOY -ANIME SONG EXPERIENCE-』(T.M.Revolution) リリース        | オリコン6位  |
| 2014年   |                                                                                            |              |
| 2月12日  | コンポーズ・シングル『Count ZERO』(T.M.Revolution) リリース                                | オリコン5位  |
| 7月9日   | access シングル『Vertical Innocence』リリース                                              | オリコン10位 |
| 8月6日   | コンポーズ・シングル『突キ破レル -Time to SMASH!』(T.M.Revolution) リリース                | オリコン8位  |
| 9月3日   | コンポーズ・シングル『Phantom Pain』(T.M.Revolution) リリース                              | オリコン12位 |
| 2015年   |                                                                                            |              |
| 1月21日  | コンポーズ・シングル『Rojo -Tierra-』（中森明菜）リリース                                  | オリコン8位  |
| 4月8日   | access シングル『IZASUSUME!』リリース                                                      | オリコン19位 |
| 5月13日  | コンポーズ・アルバム『天』(T.M.Revolution) リリース                                        | オリコン2位  |
| 7月22日  | コンポーズ・シングル『air summer』(GALETTe*) リリース                                      | オリコン17位 |
| 8月5日   | コンポーズ・シングル『DOUBLE-DEAL』(T.M.Revolution) リリース                               | オリコン9位  |
| 10月21日 | access シングル『Winter Ring Affair』リリース                                              | オリコン13位 |
| 2016年   |                                                                                            |              |
| 3月23日  | コンポーズ・シングル『逆光×礼賛』（東京パフォーマンスドール）リリース                      | オリコン2位  |
| 4月6日   | コンポーズ・シングル『Committed RED』(T.M.Revolution) リリース                             | オリコン10位 |
| 5月11日  | コンポーズ・アルバム『2020 -T.M.Revolution ALL TIME BEST-』(T.M.Revolution) リリース       | オリコン1位  |
| 8月31日  | コンポーズ・シングル『RAIMEI』(T.M.Revolution) リリース                                    | オリコン15位 |
| 9月28日  | ソロ・アルバム『THE BEST WORKS OF DAISUKE ASAKURA quarter point』リリース                  | オリコン48位 |
| 11月23日 | access シングル『24sync』リリース                                                          | オリコン26位 |
| 2017年   |                                                                                            |              |
| 5月24日  | access シングル『Knock beautiful smile』リリース                                           | オリコン10位 |
| 9月13日  | access アルバム『access BEST 〜double decades + half〜』リリース                           | オリコン12位 |
| 10月18日 | コンポーズ・シングル『赤だけが足りない』(Iris) リリース                                    | オリコン27位 |
| 12月20日 | access アルバム『Heart Mining』リリース                                                    | オリコン22位 |
| 2018年   |                                                                                            |              |
| 1月24日  | PANDORA シングル『Be The One』リリース                                                     | オリコン2位  |
| 2月7日   | PANDORA アルバム『Blueprint』リリース                                                      | オリコン9位  |

## 記録・受賞歴
日本レコード大賞 ベストアルバム賞
- 第35回（1993年）access アルバム『ACCESS II』

日本ゴールドディスク大賞 ロック・アルバム・オブ・ザ・イヤー
- 第13回（1999年）プロデュース・アルバム『triple joker』(T.M.Revolution)

| オリコン年間ランキング シングル・セールス TOP100 |                                                                                         |      |
| 1994年                                           | access シングル『DRASTIC MERMAID』                                                      | 95位 |
| 1997年                                           | プロデュース・シングル『HEART OF SWORD 〜夜明け前〜』(T.M.Revolution)                   | 95位 |
| 1997年                                           | プロデュース・シングル『LEVEL 4』(T.M.Revolution)                                       | 79位 |
| 1997年                                           | プロデュース・シングル『HIGH PRESSURE』(T.M.Revolution)                                 | 22位 |
| 1997年                                           | プロデュース・シングル『WHITE BREATH』(T.M.Revolution)                                  | 39位 |
| 1998年                                           | プロデュース・シングル『WHITE BREATH』(T.M.Revolution)                                  | 66位 |
| 1998年                                           | プロデュース・シングル『蒼い霹靂〜JOG edit〜』(T.M.Revolution)                          | 83位 |
| 1998年                                           | プロデュース・シングル『HOT LIMIT』(T.M.Revolution)                                     | 30位 |
| 1998年                                           | プロデュース・シングル『THUNDERBIRD』(T.M.Revolution)                                   | 56位 |
| 1998年                                           | プロデュース・シングル『Burnin' X'mas』(T.M.Revolution)                                 | 69位 |
| 1999年                                           | プロデュース・シングル『WILD RUSH』(T.M.Revolution)                                     | 65位 |
| 2000年                                           | プロデュース・シングル『ナンダカンダ』（藤井隆）                                        | 94位 |
| 2002年                                           | コンポーズ・シングル『INVOKE』(T.M.Revolution)                                          | 71位 |
| 2004年                                           | コンポーズ・シングル『ignited -イグナイテッド-』(T.M.Revolution)                        | 53位 |
| 2005年                                           | コンポーズ・シングル『vestige -ヴェスティージ-』(T.M.Revolution)                        | 54位 |
| 2008年                                           | コンポーズ・シングル『resonance』(T.M.Revolution)                                       | 87位 |
| 2010年                                           | コンポーズ・シングル『Naked arms/SWORD SUMMIT』(T.M.Revolution)                         | 65位 |
| 2013年                                           | アレンジ・シングル『Dance My Generation』（ゴールデンボンバー）                         | 34位 |
| 2013年                                           | コンポーズ・シングル『Preserved Roses』（T.M.Revolution×水樹奈々）                      | 35位 |
| オリコン年間ランキング アルバム・セールス TOP100 |                                                                                         |      |
| 1993年                                           | access アルバム『FAST ACCESS』                                                          | 85位 |
| 1993年                                           | access アルバム『ACCESS II』                                                            | 66位 |
| 1994年                                           | access アルバム『DELICATE PLANET』                                                      | 61位 |
| 1997年                                           | プロデュース・アルバム『restoration LEVEL→3』(T.M.Revolution)                           | 66位 |
| 1998年                                           | プロデュース・アルバム『triple joker』(T.M.Revolution)                                  | 13位 |
| 1999年                                           | プロデュース・アルバム『THE FORCE』(T.M.Revolution)                                     | 40位 |
| 2000年                                           | プロデュース・アルバム『DISCORdanza Try My Remix 〜Single Collections』(T.M.Revolution) | 87位 |
| 2002年                                           | コンポーズ・アルバム『B★E★S★T』(T.M.Revolution)                                         | 78位 |
| 2006年                                           | コンポーズ・アルバム『1000000000000』(T.M.Revolution)                                   | 86位 |
| 2011年                                           | コンポーズ・アルバム『CLOUD NINE』(T.M.Revolution)                                      | 88位 |
| 2016年                                           | コンポーズ・アルバム『2020 -T.M.Revolution ALL TIME BEST-』(T.M.Revolution)             | 63位 |

## ディスコグラフィ
個人名義。access、Icemanの作品は該当記事を、プロデュース・楽曲提供した作品は浅倉大介の作品一覧を参照。
レコード会社は以下の表記とする。
- (F) …ファンハウス
- (A) …アンティノスレコード
- (D) …ダーウィンレコード
- (S) …ソニー・ミュージックダイレクト

### シングル
| 発売日        | タイトル                            | 最高位 | 備考                        |
| ------------- | ----------------------------------- | ------ | --------------------------- |
| 1995年2月1日  | COSMIC RUNAWAY                      | 5位    | (F) 浅倉大介 Pred. AXS      |
| 1995年5月10日 | SIREN'S MELODY                      | 8位    | (F)                         |
| 1995年5月25日 | BLACK OR WHITE?                     | 17位   | (F) 浅倉大介 expd. 西川貴教 |
| 1995年6月10日 | RAINY HEART〜どしゃ降りの想い出の中 | 14位   | (F) 浅倉大介 expd. 葛山信吾 |

### 配信限定シングル
| 発売日         | タイトル                    | 備考 |
| -------------- | --------------------------- | ---- |
| 2008年6月25日  | Dream Ape Metaverse         | (D)  |
| 2008年6月25日  | Nothung syndrome            | (D)  |
| 2008年6月25日  | Repli Eye-Program"d"        | (D)  |
| 2008年7月30日  | YA･TI･MA                    | (D)  |
| 2008年9月24日  | SONIC CRUISE                | (D)  |
| 2008年11月12日 | SO・U・SHU・TSU - mould     | (D)  |
| 2008年11月12日 | Fall fear                   | (D)  |
| 2008年11月12日 | leaf fall                   | (D)  |
| 2008年11月19日 | The Transmuters             | (D)  |
| 2008年11月19日 | 創出                        | (D)  |
| 2008年11月19日 | KISS FOR SALOME             | (D)  |
| 2008年11月26日 | CHIMERA DRAFT               | (D)  |
| 2008年11月26日 | star cascade                | (D)  |
| 2008年11月26日 | GATE I                      | (D)  |
| 2008年12月17日 | X-NIGHT                     | (D)  |
| 2009年1月7日   | Der Rattenfänger Von Hameln | (D)  |
| 2009年2月25日  | fractal VIBE                | (D)  |
| 2009年3月4日   | St.Electric                 | (D)  |
| 2009年4月29日  | ‘Blanca’                    | (D)  |
| 2009年6月10日  | rip                         | (D)  |
| 2009年6月17日  | prime diffusion             | (D)  |
| 2009年6月24日  | sphere valley               | (D)  |
| 2009年7月1日   | A Midsummer Night's Dream   | (D)  |
| 2009年12月2日  | YaTa-raven chronicle        | (D)  |
| 2009年12月16日 | Space CLOSER                | (D)  |
| 2014年11月5日  | 3x10^8 LUCKS                | (D)  |
| 2014年11月12日 | topology                    | (D)  |
| 2014年11月19日 | 0 game                      | (D)  |
| 2015年1月21日  | Ambition Rising             | (D)  |
| 2015年1月21日  | GRID JUSTICE                | (D)  |
| 2015年2月25日  | REMOTE SPACE                | (D)  |
| 2015年3月25日  | march hare                  | (D)  |
| 2015年12月11日 | Danteroid                   | (D)  |
| 2020年1月29日  | Coda growth                 | (D)  |
| 2020年2月29日  | Meme crack - growth20       | (D)  |
| 2020年3月29日  | WAVELET PETAL               | (D)  |
| 2020年5月11日  | Entanglement capriccio      | (D)  |
| 2020年10月2日  | Olympus                     | (D)  |

### オリジナル・アルバム
| 発売日         | タイトル                         | 最高位 | 備考 |
| -------------- | -------------------------------- | ------ | ---- |
| 1991年11月1日  | LANDING TIMEMACHINE              | 27位   | (F)  |
| 1992年9月2日   | D-Trick                          | 6位    | (F)  |
| 1995年7月12日  | ELECTROMANCER                    | 4位    | (F)  |
| 2002年11月20日 | 21st Fortune CD                  | 173位  | (A)  |
| 2004年3月30日  | Violet Meme-紫の情報伝達値-      | 152位  | (D)  |
| 2004年5月31日  | Indigo Algorithm-藍の電思基数法- | 110位  | (D)  |
| 2004年7月30日  | Blue Resolution-青の思覚解析度-  | 171位  | (D)  |
| 2004年9月15日  | Green Method-緑の中庸秩序系-     | 93位   | (D)  |
| 2004年11月30日 | Yellow Vector-黄の多次限指向性-  | 94位   | (D)  |
| 2004年12月31日 | Orange Compile-橙の能動編積式-   | 203位  | (D)  |
| 2005年3月3日   | Red Trigger-赤の誘発思動期-      | 115位  | (D)  |
| 2006年7月19日  | d・file -for tv programs-        | 113位  | (S)  |
| 2013年3月8日   | DA METAVERSE I+II                | -      | (D)  |

### ベスト・アルバム
| 発売日         | タイトル                                          | 最高位 | 備考 |
| -------------- | ------------------------------------------------- | ------ | ---- |
| 1998年6月24日  | DA's BEST WORKS '91〜'95                          | 55位   | (F)  |
| 2001年11月21日 | DecAde 〜The BEST of Daisuke Asakura〜            | 33位   | (A)  |
| 2006年9月20日  | d・collection -the best works of daisuke asakura- | －     | (S)  |
| 2016年9月28日  | THE BEST WORKS OF DAISUKE ASAKURA quarter point   | 48位   | (S)  |

### クラブミックスアルバム
| 発売日         | タイトル                 | 最高位 | 備考 |
| -------------- | ------------------------ | ------ | ---- |
| 2003年12月15日 | Sequence Virus 2003      | －     | (D)  |
| 2004年8月14日  | Sequence Virus 2004      | －     | (D)  |
| 2005年10月14日 | Sequence Virus 2005      | －     | (D)  |
| 2006年12月23日 | Sequence Virus 2006      | －     | (D)  |
| 2009年7月25日  | Sequence Virus 2007-2008 | －     | (D)  |
| 2010年3月31日  | Sequence Virus 2009      | －     | (D)  |
| 2016年6月29日  | Sequence Virus 2015      | 141位  | (D)  |
| 2018年8月29日  | Sequence Virus 2017      | －     | (D)  |
| 2020年5月13日  | Sequence Virus 2019      | 79位   | (D)  |

### コンプリートBOX
| 発売日        | タイトル     | 備考 |
| ------------- | ------------ | ---- |
| 2002年9月19日 | 21st Fortune | (A)  |

### サウンドトラック
- アレンジ・サウンドトラック DAIVA（1987年3月4日）
- グラビテーション オリジナル・サウンドトラック（1999年9月22日）
- グラビテーション TV-tracks（2000年12月20日）
- 旅の贈りもの 0:00発 オリジナル・サウンドトラック（2006年10月4日）
- スターフィッシュホテル -image soundtrack-（2006年12月20日）
- 鋼殻のレギオス SOUND∞RESTORATION（2009年3月4日）
- 鋼殻のレギオス SOUND∞RESTORATION 02（2009年6月5日）
- グッバイ、チャーリー オリジナル・サウンドトラック（2009年11月18日）

## ユニット
- access
- Iceman
- Mad Soldiers
- Drei Projekt
- Sugar & The Honey Tones
- PANDORA

## プロデュース・楽曲提供

### プロデュース
- オナペッツ
- MODE
- 雛形あきこ
- LAZY KNACK
- T.M.Revolution
- pool bit boys
- 木村由姫
- Fayray
- コタニキンヤ
- 藤井隆
- D.A.N.K
- サカノウエヨースケ
- RUN&GUN
- The Seeker

### 楽曲提供
- 生福
- 南青山少女歌劇団
- 宇都宮隆
- 阿部薫
- SHAZNA
- OHA-ガール グレープ
- 椎名へきる
- 柴田智子
- マジーとレギュラー
- Kimeru
- 玉置成実
- ワタシメスラッグ
- Daisy×Daisy
- ON/OFF
- May'n
- ゴールデンボンバー
- T.M.Revolution×水樹奈々
- ZOLA
- REVALCY
- 中森明菜
- あさまっく
- GALETTe*
- EDGE of LIFE
- 東京パフォーマンスドール
- BugTheMic
- 篠原ともえ
- 佐咲紗花
- Iris
- ガチンコ3
- つるの剛士
- TRF
- あんさんぶるスターズ!
- でんぱ組.inc
- TRIGGER
- Sarah L-ee
- OFF White

また、楽曲提供ではないが宇都宮隆や椎名へきる、木村由姫等に木根尚登が提供した一部の楽曲の編曲も手掛けている。

## 出演

### テレビ
- 新堂本兄弟（2006年4月 - 2014年9月、フジテレビ）
- GIRLS' FACTORY（2011年10月22日 - 2012年、フジテレビONE）[6]
- ヒルナンデス! （不定期出演（金曜）、日本テレビ）

### ラジオ
- UPTOWN SQUARE（1992年4月 - 1998年3月、NACK5）
- Digiryzm Sensation（1998年4月 - 1999年3月、bayfm）
- NEO AGE CIRCUIT（2000年4月 - 2021年3月、NACK5）
- 東京プラネタリー☆カフェ（2019年1月 - 3月、TOKYO FM）

### 映画
- ウィッシュ（2023年12月15日、ウォルト・ディズニー・ジャパン） - 一言声優として出演[7]

## 映像作品

### VHS
- Dimension-Trick（1992年10月1日）
- INTERFACE OF ELECTROMANCER（1995年6月25日）
- DA's Special Valentine Party!!! in 横浜アリーナ 1999.2.14（1999年8月21日）
- DA's Party Special Summer Festival!!! In Tokyo Bay NK Hall 1999.8.29（2000年2月14日）

### DVD
- 21st Fortune DVD（2002年11月20日）
- D-Clips 1992-1995（2005年6月29日）
- DAISUKE ASAKURA Live Tour '04 Cultivate Meme〜about Quantum Mechanics Rainbow〜（2005年3月4日）
- DAISUKE ASAKURA Quantum Mechanics Rainbow（2005年10月17日）
- DAISUKE ASAKURA Drive Meme-over Quantum Mechanics Rainbow-（2006年3月20日）
- DA LIVE METAVERSE 2015 Re-Birth（2017年2月14日）
- DA METAVERSE 2016 quarter point（2017年7月5日）
- DAISUKE ASAKURA CLUB＋LIVE DA metaverse beginning θ⁺（2019年7月3日）
- DAISUKE ASAKURA DA LIVE METAVERSE 2019 Cθda growth（2019年10月2日）

## 出版物

### 書籍
- EOS LESSON DIARY（1991年7月）
- デジタル・ミュージックへの招待（1991年12月）
- D Scope（1995年12月）
- 浅倉大介大全集 THE WORKS PACKAGE DA（1996年7月）
- DAISUKE的にOK!?（1999年12月）
- DA'S COMPLETE RECORD〜decade of daisuke asakura〜（2001年3月）
- 21st Fortune 写真集（2001年12月）
- DATi BON（2004年12月）
- Quantum Mechanics Rainbow Book〜DA 04-05〜（2005年3月）
- HAPPY D.A.Y S〜浅倉大介+アニー&アルの日記〜（2005年12月）
- 浅倉大介 デビュー20周年記念BOOK（2011年9月）
- 浅倉大介の作曲・アレンジ教室（2011年10月）
- DAte Adventure Daisuke Asakura（2013年12月）

#### スコア
- D-Trick（1992年10月）
- ELECTROMANCER ピアノソロアルバム（1995年8月）
- バンド・スコア ELECTROMANCER（1995年11月）

### 電子書籍
- Daisuke Asakura Interviews Vol.1（2014年7月）
- Daisuke Asakura Interviews Vol.2（2014年7月）